# Esther Dang
Pour les articles homonymes, voir Dang.
Compléments
Fondé de Pouvoir Principal Hors-Classe 
12e Catégorie, échelon G du secteur tertiaire II Banque
Esther Dang, née le 5 mars 1945 à Mbalmayo au Cameroun, est une économiste camerounaise, spécialiste de l'économie, de la finance, de la gestion stratégique des entreprises tant privées que publiques et du partenariat international. Docteur d'État ès sciences économiques de l'université de Paris 1 Panthéon-Sorbonne, elle a notamment été directrice générale de la Société nationale d'investissement du Cameroun (SNI). Elle a été également l'une des candidates à l'élection présidentielle camerounaise de 2011.

## Origines familiales, parcours scolaire et universitaire
Esther (en hébreu : אֶסְתֵּר) est née le 5 mars 1945 de son père, Dang à Nkemy André, et de sa mère, Dang née Oumessilek Rose à l'hôpital de Mbalmayo, dans le département du Nyong-et-So'o. Originaire du Mbam-et-Inoubou, elle poursuit son enseignement primaire dans les écoles publiques de Meiganga, Banyo et Bafia au Cameroun. Diplômée du certificat d'études primaires élémentaires, elle rentre au lycée Général-Leclerc de Yaoundé où elle obtient respectivement le BEPC série moderne, le Premier BAC et le baccalauréat de l'enseignement du second degré, série sciences expérimentales de l'Académie de Bordeaux (France) de la session de juin 1966.
De septembre 1966 à juin 1969, Esther Dang commence ses études supérieures à la Faculté de Droit et Sciences Économiques de l'université de Yaoundé. Elle y rédige un mémoire de fin de cycle sur la Contribution du Transcamerounais au développement du Cameroun et obtient ainsi une licence ès sciences économiques, option analyse en juin 1969. Trois mois plus tard, elle voyage pour la France afin de poursuivre ses études à la Faculté de Droits et Sciences Économiques de l'université de Grenoble. À la suite de la rédaction de son mémoire de fin de cycle sur Le Paradoxe de la croissance et du sous-développement, elle obtient le diplôme d'études supérieures ès sciences économiques (DES) à la session de mars 1971. Elle rédige une thèse intitulée Planification et Financement des Investissements au Cameroun : 1960-1970, essais d'analyse, sous la direction du professeur Jacques Wolff, qu'elle dépose officiellement en juin 1974. Après son retour au Cameroun en juillet 1974, elle démarre une activité professionnelle qu'elle doit interrompre pour aller soutenir sa thèse à Paris le 1er octobre 1976. Ce qui lui octroie le doctorat d'État ès sciences économiques de l'université de Paris 1 Panthéon-Sorbonne.

## Carrière et activités professionnelles

### Premiers pas professionnels

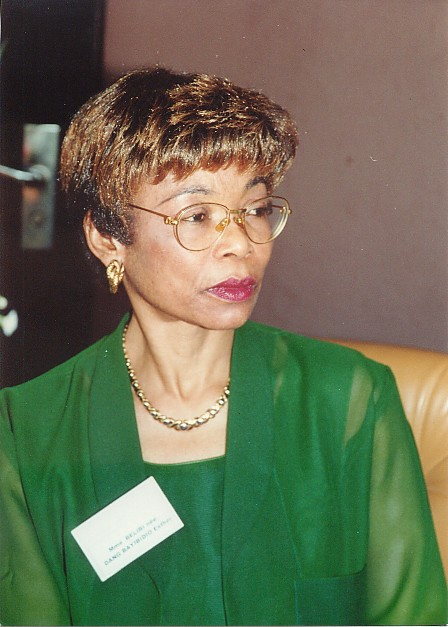
Esther Dang à une conférence à Yaoundé en 2000.

Son parcours professionnel commence par des fonctions d'octobre 1974 à juillet 1975 de cadre au département Production Risques Divers à la Société camerounaise d'assurance et de réassurance (SOCAR) à Douala. Puis, de 1977 à 1978, elle est Consultante de la Banque mondiale.

### Fonctions à la Société nationale d'investissement du Cameroun

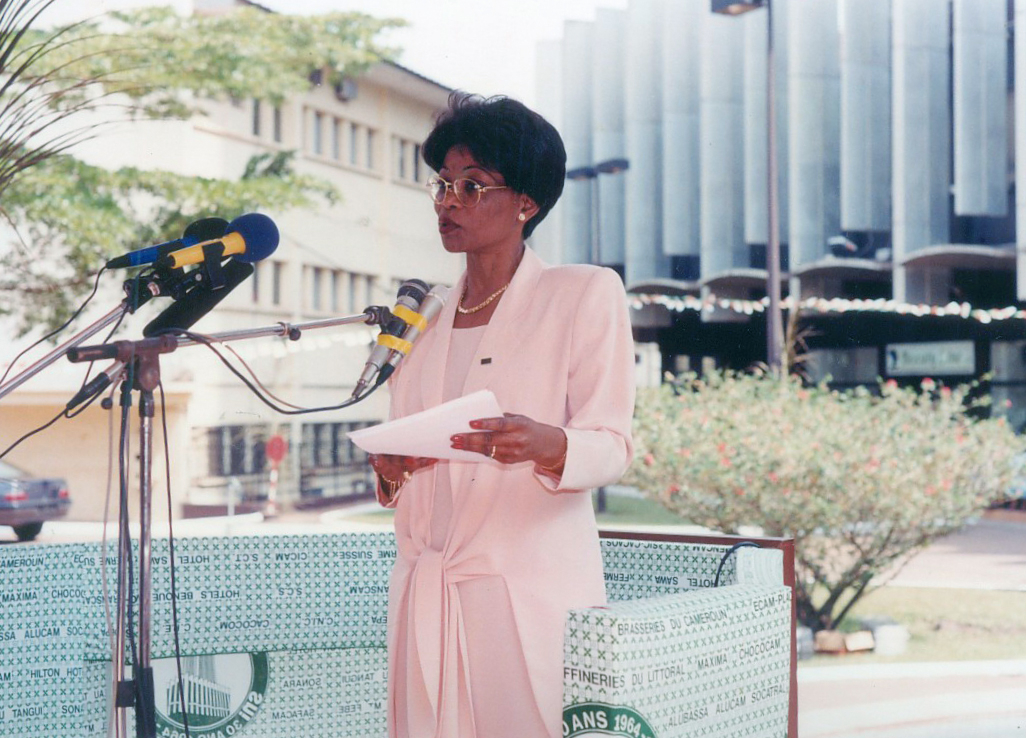
Discours-Bilan sur les 30 années passées de la SNI en décembre 1994 par Esther Dang.

En septembre 1975, elle entre comme fondé de pouvoir stagiaire (12 mois) à la Société nationale d'investissement (SNI). Elle est titularisée en août 1976, puis évolue à différentes fonctions d'encadrement et de direction.
De mai à juin 1985, Esther Dang est Membre du Comité Spécialisé mis en place par le Gouvernement sous la supervision du ministre secrétaire général de la Présidence de la République pour la rédaction des textes constitutifs de la Mission de Réhabilitation/Privatisation/Liquidation des Entreprises du secteur public et parapublic. Concomitamment, elle est membre du Comité de réflexion avec la Banque mondiale pour la réhabilitation du secteur public et parapublic national.
Du 2 avril 1982 au 28 avril 1989, elle devient Directrice des Opérations à la Société nationale d'investissement (SNI) chargé du suivi, du contrôle de gestion et des comptes des sociétés du portefeuille, de l'assistance aux Dirigeants desdites sociétés, de la préparation des réunions des conseils d'administration et assemblées générales, de la représentation de la SNI personne morale à certaines de ces réunions sociales comme administrateur-délégué, administrateur, actionnaire et rédaction du rapport annuel d'activité de la SNI qui rend compte au CA/SNI des données essentielles de l'environnement économique et financier dans le monde, en Afrique, au Cameroun et des grands agrégats macro-économiques d'une part; du fonctionnement des entreprises une à une, permettant une consolidation des comptes de la SNI dans le strict respect de la déontologie comptable.
Du 28 avril 1989 au 21 septembre 1990, elle est successivement conseiller technique au secrétariat général de la présidence de la République, présidente de la Commission nationale de passation des marchés publics, puis censeur de La Banque des États de l'Afrique centrale (BEAC).
Par décret présidentiel n°90/1361 du 21 septembre 1990, Esther Dang est nommée directrice générale de la Société nationale d'investissement du Cameroun (SNI), en remplacement de Simon Ngann Yonn. Sous sa direction, la Société de Conserverie Alimentaire du Noun (SCAN) fait faillite. 

## Candidate à l'élection présidentielle
Membre du Rassemblement démocratique du peuple camerounais, elle en démissionne en janvier 2010.
Elle a été candidate à l'élection présidentielle du 09 octobre 2011 au Cameroun,. Elle obtient 0,33 % des suffrages exprimés.

## Distinctions honorifiques

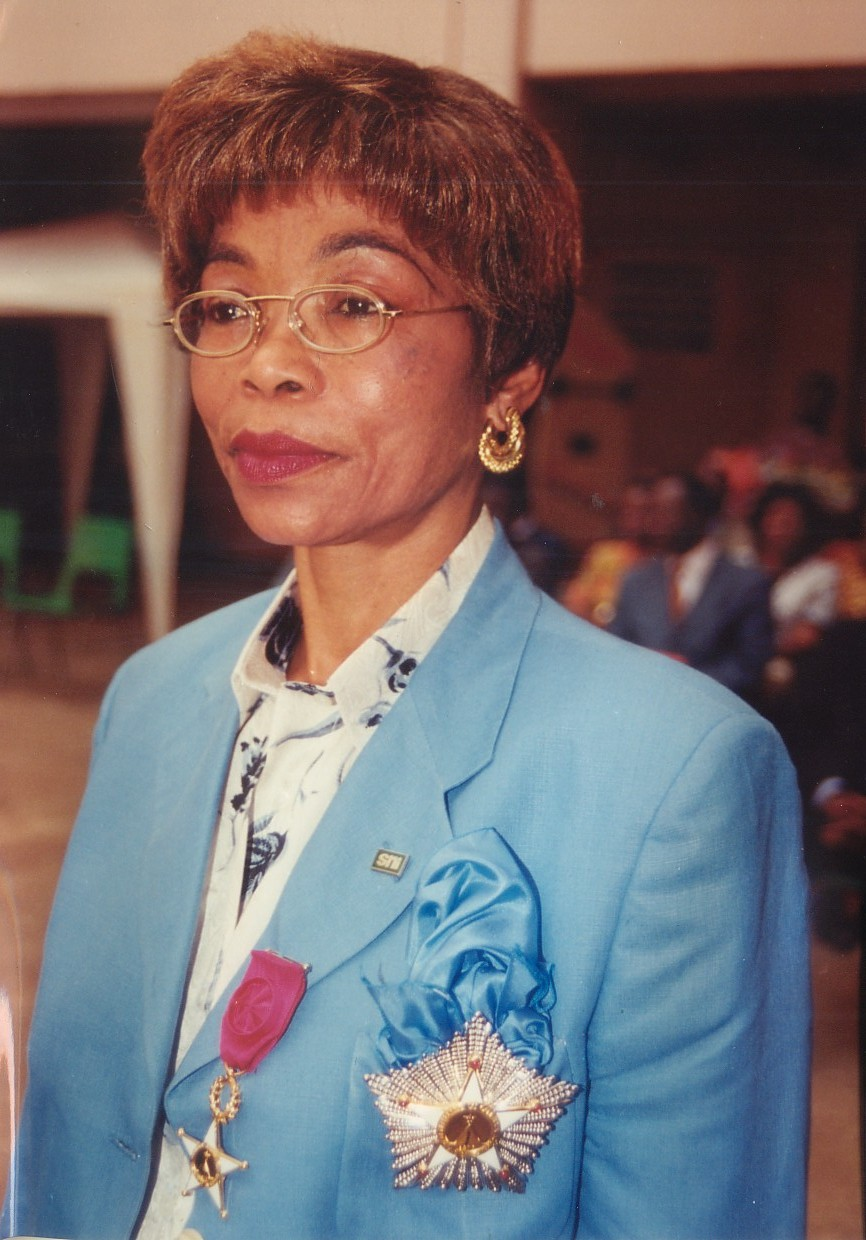
Esther Dang a reçu la distinction de grand officier de l'ordre national de la Valeur le 20 mai 2000.

- Championne du Cameroun du saut en hauteur Cadettes-filles au lycée Général-Leclerc en classe de quatrième, Jeux OSSUC
- Chevalier de l'ordre national de la Valeur en 1984
- Officier de l'ordre National de la Valeur en 1993
- Commandeur de l'ordre national de la Valeur en 1994
- Grand-officier de l'ordre national de la Valeur le 20 mai 2000
- Médailles d'honneur du Travail en vermeil, en argent et en or en 2000